# Pam Singleton
Pamela Rochene Singleton, detta Pam (1936), è un'ex nuotatrice australiana.
Specializzata nel dorso e nello stile libero, ha partecipato ai Giochi di Melbourne 1956, gareggiando nei 100m dorso.